# Loma de Piedra, Manlio Fabio Altamirano
Loma de Piedra är en ort i Mexiko.   Den ligger i kommunen Manlio Fabio Altamirano och delstaten Veracruz, i den sydöstra delen av landet, 300 km öster om huvudstaden Mexico City. Loma de Piedra ligger 31 meter över havet och antalet invånare är 135.
Terrängen runt Loma de Piedra är platt. Runt Loma de Piedra är det ganska tätbefolkat, med 172 invånare per kvadratkilometer. Närmaste större samhälle är Veracruz, 17,5 km öster om Loma de Piedra. Trakten runt Loma de Piedra består till största delen av jordbruksmark.